# Zhukovskiy (cráter)

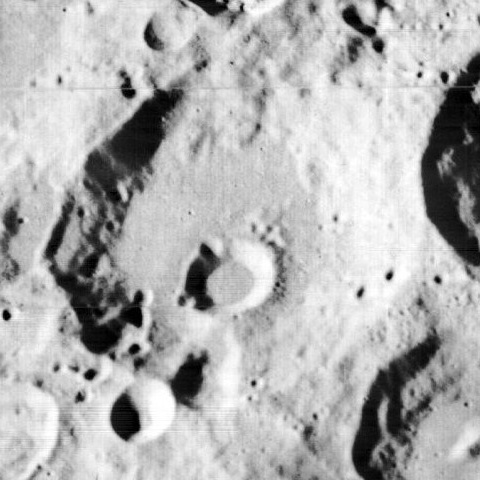
Imagen de la misión Lunar Orbiter 1

Zhukovskiy es un cráter de impacto que se encuentra en la cara oculta de la Luna. Forma un pareja con Lebedinskiy, que está unido al borde oriental. No hay otros cráteres con nombre propio en las inmediaciones. La inmensa llanura amurallada de Korolev se encuentra más al sureste. Se localiza al suroeste de la Cuenca Dirichlet-Jackson.
|  |

El borde de Zhukovskiy se ha erosionado un poco, particularmente en los extremos norte y sur. El suelo interior es relativamente plano, aunque un cráter pequeño pero prominente ocupa parte de la mitad sur.

## Cráteres satélite
Por convención estos elementos son identificados en los mapas lunares poniendo la letra en el lado del punto medio del cráter que está más cercano a Zhukovskiy.
|            | \| Zhukovskiy \| Coordenadas \| Diámetro \| \| ---------- \| ------------------------------- \| -------- \| \| Q \| 6°12′N 168°48′O / 6.2, -168.8 \| 23 km \| \| T \| 7°54′N 172°18′O / 7.9, -172.3 \| 23 km \| \| U \| 8°30′N 173°12′O / 8.5, -173.2 \| 29 km \| \| W \| 9°48′N 170°18′O / 9.8, -170.3 \| 31 km \| \| X \| 10°30′N 171°06′O / 10.5, -171.1 \| 30 km \| \| Z \| 10°00′N 166°48′O / 10.0, -166.8 \| 34 km \| |          |
| Zhukovskiy | Coordenadas | Diámetro |
| Q          | 6°12′N 168°48′O / 6.2, -168.8 | 23 km    |
| T          | 7°54′N 172°18′O / 7.9, -172.3 | 23 km    |
| U          | 8°30′N 173°12′O / 8.5, -173.2 | 29 km    |
| W          | 9°48′N 170°18′O / 9.8, -170.3 | 31 km    |
| X          | 10°30′N 171°06′O / 10.5, -171.1 | 30 km    |
| Z          | 10°00′N 166°48′O / 10.0, -166.8 | 34 km    |

## Referencias

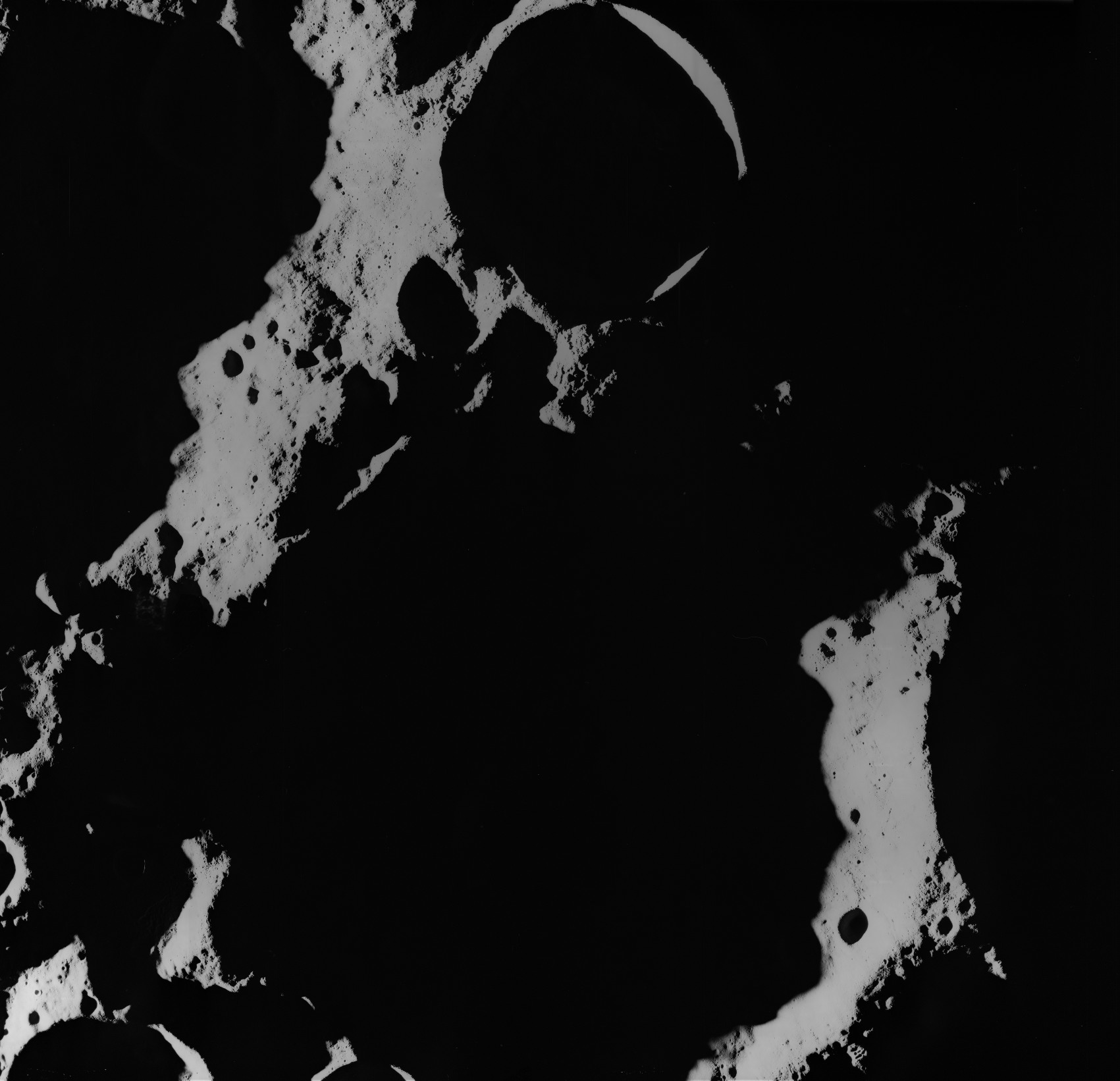
Fotografía de la misión Apolo 16